# 辺光鎬
辺 光鎬（ピョン・グァンホ、朝鮮語: 변광호/邊光鎬、1890年 - 1958年5月13日）は、日本統治時代の朝鮮の実業家、教育者、大韓民国の政治家。第2代韓国国会議員。
本貫は原州辺氏。号は晩軒（マノン、만헌）。

## 経歴
現在の全羅北道群山市出身。現在の中央高等学校、早稲田大学経済科卒。最初の民族資本で作られた京城紡織株式会社の発起人であった。
1921年に群山教育後援会役員、1922年1月に群山庚申倶楽部で設立された庚申商業夜学院経済学科の教授に着任した。1923年6月には群山府に設立された民立大学地方部設立執行委員を務め、同年10月には群山地域で黎明会の研究部役員として活動した。1927年に群山第2公立普通学校期成会準備会規則草案委員、1928年3月に群山府議員資格で群山公設市場改善研究委員を務め、同年5月に群山懇和会の創立に参加し、副評議長を務めた。
解放後の1945年12月には大韓民国臨時政府財政部長の趙琬九などの独立運動家の要請で結成された愛国金献誠会の中央委員を務め、1950年5月の第2代総選挙に民主国民党所属で群山市選挙区から出馬し、国会議員に当選した。1952年に民主国民党中央委員・政策委員に任命され、同年5月には全羅北道出身の国会議員らと共に大統領の李承晩と国務総理の張勉に全羅北道知事の李聖得の実状を指摘し、罷免を求める請願を行った。1953年の釜山政治波動では内閣責任制改憲案を死守し、抜粋改憲に反対し表決の時に起立を拒否した。1954年以降は野党の民主党の結党作業に参加し、民主党新党発起準備委員会組織委員会幹事、民主党中央委員会中央常務委員、民主党群山市党結成推進委員、民主党全北道党郡山市党選考委員、民主党郡山市党顧問などを務めた。
1958年5月13日、持病によりソウル市明倫洞の自宅にて死去。

## 評価
白髪紅顔に威厳ある風貌だが、院内活動よりもよく爆笑したことで知られていた。